# Chersotis venata
Chersotis venata är en fjärilsart som beskrevs av Felix Bryk 1941. Chersotis venata ingår i släktet Chersotis och familjen nattflyn. Inga underarter finns listade i Catalogue of Life.